# Província de Balıkesir
La província de Balıkesir és una divisió administrativa de la regió de la Màrmara a Turquia, amb capital a Balıkesir.
Va portar el nom de Karasi (Karesi) fins al 1926. Llavors va modificar el nom i va quedar dividida en els 18 kades (districtes) següents: Ayvalik, Balıkesir, Balya, Bandirma, Bigadiç, Burhaniye, Dusunbey, Edremit, Erdek, Gönen, Havran, Ivrindi, Kepsut, Manyas, Savas, Sindirgi, Susurluk i Tepe.

## Districtes
Actualment està dividida en 18 districtes i un districte urbà:
- Ayvalık
- Balıkesir
- Balya
- Bandırma
- Bigadiç
- Burhaniye
- Dursunbey
- Edremit
- Erdek
- Gömeç
- Gönen
- Havran
- İvrindi
- Kepsut
- Manyas
- Marmara
- Savaştepe
- Sındırgı
- Susurluk